# Diego Jiménez (ur. 1986)
Diego Octavio Jiménez Villa (ur. 7 kwietnia 1986 w Tepatitlán) – meksykański piłkarz występujący najczęściej na pozycji obrońcy, obecnie zawodnik Morelii.

## Kariera klubowa
Jiménez jest wychowankiem zespołu Tecos UAG z siedzibą w mieście Guadalajara. Do seniorskiego składu został włączony w wieku 19 lat przez szkoleniowca Eduardo Acevedo. W meksykańskiej Primera División zadebiutował 21 sierpnia 2005 w wygranym 2:1 spotkaniu z Monterrey. W swoim debiutanckim sezonie, Apertura 2005, rozegrał 11 meczów, nie strzelając gola, jednak na dłuższą metę nie potrafił sobie wywalczyć miejsca w wyjściowej jedenastce. Nie zdołał także odnieść poważniejszego sukcesu z drużyną Tecos.
Latem 2008 Jiménez na zasadzie półrocznego wypożyczenia zasilił amerykański zespół New York Red Bulls. W prowadzonej przez kolumbijskiego trenera Juana Carlosa Osorio drużynie rozegrał 6 meczów w rozgrywkach Major League Soccer, nie strzelając gola. Z klubem z Nowego Jorku wywalczył tytuł wicemistrzowski, przegrywając w finale MLS Cup 2008 z Columbus Crew.
Po powrocie do Tecos szkolenowiec Miguel Herrera uczynił Jiméneza podstawowym piłkarzem zespołu. Pierwszą bramkę w najwyższej klasie rozgrywkowej zawodnik zdobył 4 listopada 2009 w zremisowanej 1:1 konfrontacji z San Luis. Z Tecos zajął także drugie miejsce w rozgrywkach InterLigi w 2010 roku.
Latem 2011 Jiménez został wypożyczony do drużyny wicemistrza Meksyku, Monarcas Morelia.
| Sezon     | Klub               | Kraj              | Rozgrywki           | Mecze | Bramki |
| --------- | ------------------ | ----------------- | ------------------- | ----- | ------ |
| 2005/2006 | Tecos UAG          | Meksyk            | Primera División    | 18    | 0      |
| 2006/2007 | Tecos UAG          | Meksyk            | Primera División    | 3     | 0      |
| 2007/2008 | Tecos UAG          | Meksyk            | Primera División    | 5     | 0      |
| 2008      | New York Red Bulls | Stany Zjednoczone | Major League Soccer | 6     | 0      |
| 2008/2009 | Tecos UAG          | Meksyk            | Primera División    | 17    | 0      |
| 2009/2010 | Tecos UAG          | Meksyk            | Primera División    | 28    | 2      |
| 2010/2011 | Tecos UAG          | Meksyk            | Primera División    | 29    | 1      |
| 2011/2012 | Monarcas Morelia   | Meksyk            | Primera División    |       |        |

## Kariera reprezentacyjna
W 2003 roku Jiménez został powołany do reprezentacji Meksyku U–17 na Młodzieżowe Mistrzostwa Świata w Zjednoczonych Emiratach Arabskich. Na turnieju tym Meksykanie odpadli w ćwierćfinale, natomiast zawodnik Tecos zanotował cztery występy, będąc podstawowym graczem kadry narodowej.